# Ключ 55
Ключ 55 (трад. и упр. 廾) — ключ Канси со значением «приветствие»; один из 34, состоящих из трёх штрихов.
В словаре Канси есть 50 символов (из 49 030), которые можно найти c этим радикалом.

## История
Древняя идеограмма изображала руки, сложенные для приветствия.
В качестве ключевого знака иероглиф используется редко.

Вид в Цзиньвэнь
Вид в Цзягувэнь
Вид в большой печати Чжуаньшу
Вид в малой печати Чжуаньшу

В словарях находится под номером 55.

## Значение
1. Руки, сложенные для приветствия.
2. Намасте.
3. Приветствие.

## Варианты прочтения
- кит. 廾, пиньинь gǒng, гон.
- яп. きょう, kiou, кё.
- кор. 들 teul, тыль?, 공 gong, гон?.

## Примеры иероглифов
| Доп. штрихи | Иероглифы |
| ----------- | --------- |
| 0           | 廾        |
| 1           | 廿 开     |
| 2           | 弁        |
| 3           | 异        |
| 4           | 弃 弄 弅  |
| 5           | 弆        |
| 6           | 弇 弈     |
| 7           | 弉        |
| 11          | 㢡        |
| 12          | 弊 㢢     |
| 13          | 㢣        |

- Примечание: Ваш браузер может отображать иероглифы неправильно.